# Nothus phoebe
Nothus phoebe är en fjärilsart som beskrevs av Achille Guenée 1857. Nothus phoebe ingår i släktet Nothus och familjen Sematuridae. Inga underarter finns listade i Catalogue of Life.